# Им. Максима Горького (станция)
Им. Максима Горького — сортировочная станция Волгоградского региона Приволжской железной дороги, расположенная в микрорайоне Горьковский, Советского района Волгограда.
При станции имеется локомотивное депо — ТЧЭ-4. Станция полностью электрифицирована. На территории станции находятся 5 остановочных пунктов Приволжской железной дороги.

## История
Станция построена в XIX веке в Российской империи, Царицынской губернии. В середине XIX века был освоен Донецкий угольный бассейн. Это стало поводом строительства Волго-Донской железной дороги. Строительства линии дало мощный импульс 
в развитии города Царицын. Открытие линии состоялось 5 мая 1862 года. В 1869 году  по линии прокатились на специальном поезде Александр III вместе с супругой. Станция стала узловой после постройки в 1878 году линии на Разгуляевку. Во времена Великой Отечественной войны станция была практически уничтожена. Восстановлена в 1947. В 1949 году встал вопрос о строительстве на станции паровозного депо. В начале 1952 года депо начало функционировать. В начале 2000-х годов была электрифицирована.

## Известные люди
На станции работал весовщиком известный русский писатель, прозаик, драматург Максим Горький. В честь него станция Воропоново была переименована.